# Bulbophyllum aeolium
Bulbophyllum aeolium là một loài phong lan thuộc chi Bulbophyllum.